# Seznam dílů seriálu Kriminálka New York
Toto se seznam dílů seriálu Kriminálka New York. Americký kriminální seriál Kriminálka New York vznikl jako spin-off Kriminálky Las Vegas. Odehrává v New Yorku, kde forenzní tým vede detektiv Mac Taylor. Seriál vysílala americká televize CBS od 22. září 2004 do 22. února 2013, po 9. řadě byl ukončen. První řada měla 23 dílů a počty dílů v dalších řadách se pohybovaly mezi 21 a 25 díly. Až u posledních dvou sezon klesl počet na 18 a 17 dílů. Celkem bylo odvysíláno 197 dílů v devíti řadách.

## Přehled řad
| Řada | Díly | Premiéra v USA | Premiéra v USA  | Premiéra v ČR      | Premiéra v ČR     |
| Řada | Díly | První díl      | Poslední díl    | První díl          | Poslední díl      |
| ---- | ---- | -------------- | --------------- | ------------------ | ----------------- |
| 1    | 23   | 22. září 2004  | 18. května 2005 | 27. února 2007     | 7. srpna 2007     |
| 2    | 24   | 28. září 2005  | 17. května 2006 | 21. února 2008     | 31. července 2008 |
| 3    | 24   | 20. září 2006  | 16. května 2007 | 3. března 2009     | 30. června 2009   |
| 4    | 21   | 26. září 2007  | 21. května 2008 | 2. února 2010      | 22. června 2010   |
| 5    | 25   | 24. září 2008  | 14. května 2009 | 23. listopadu 2010 | 22. prosince 2012 |
| 6    | 23   | 23. září 2009  | 26. května 2010 | 23. prosince 2012  | 9. března 2013    |
| 7    | 22   | 24. září 2010  | 13. května 2011 | 16. března 2013    | 20. července 2013 |
| 8    | 18   | 23. září 2011  | 11. května 2012 | 27. července 2013  | 18. září 2013     |
| 9    | 17   | 28. září 2012  | 22. února 2013  | 23. září 2014      | 15. října 2014    |

## Díly

### Pilotní epizoda: Kriminálka Miami
| Č. v seriálu | Č. v řadě | Původní název   | Český název                | Režie        | Scénář                                            | Premiéra v USA  | Premiéra v ČR  |
| --- | --------- | --------------- | -------------------------- | ------------ | ------------------------------------------------- | --------------- | -------------- |
| 47 | 23        | MIA/NYC NonStop | Miami - New York - Nonstop | Danny Cannon | Anthony E. Zuiker, Ann Donahue a Carol Mendelsohn | 17. května 2004 | 20. února 2007 |
| Mladá dívka se vrací z diskotéky domů a najde tu oba své rodiče mrtvé. Vyšetřovatelé zjistí, že vrah utekl do New Yorku. Poručík Horatio Caine se vydává do New Yorku spolupracovat s tamními vyšetřovateli vedenými detektivem Macem Taylorem. |           |                 |                            |              |                                                   |                 |                |

### První řada (2004–2005)
| Č. v seriálu | Č. v řadě | Původní název                | Český název                  | Režie            | Scénář                             | Premiéra v USA     | Sledovanost v USA (v mil.) |
| ------------ | --------- | ---------------------------- | ---------------------------- | ---------------- | ---------------------------------- | ------------------ | -------------------------- |
| 1            | 1         | Blink                        | Mrkání                       | Deran Sarafian   | Anthony E. Zuiker                  | 22. září 2004      | 19,26                      |
| 2            | 2         | Creatures of the Night       | Noční tvorové                | Tim Hunter       | Pam Veasey                         | 29. září 2004      | 19,47                      |
| 3            | 3         | American Dreamers            | Sni americký sen             | Rob Bailey       | Eli Talbert                        | 6. října 2004      | 16,89                      |
| 4            | 4         | Grand Master                 | Velmistr                     | Kevin Bray       | Zachary Reiter                     | 27. října 2004     | 12,98                      |
| 5            | 5         | A Man a Mile                 | Co míle, to muž              | David Grossman   | Andrew Lipsitz                     | 3. listopadu 2004  | 14,71                      |
| 6            | 6         | Outside Man                  | Někdo zvoní                  | Rob Bailey       | Timothy J. Lea                     | 10. listopadu 2004 | 15,38                      |
| 7            | 7         | Rain                         | Déšť                         | David Grossman   | Pam Veasey                         | 17. listopadu 2004 | 17,46                      |
| 8            | 8         | Three Generations are Enough | Tři generace stačí           | Alex Zakrzewski  | Andrew Lipsitz                     | 24. listopadu 2004 | 13,50                      |
| 9            | 9         | Officer Blue                 | Důstojník v modrém           | Deran Sarafian   | Anthony E. Zuiker                  | 1. prosince 2004   | 14,92                      |
| 10           | 10        | Night, Mother                | Dobrou noc, mami             | Deran Sarafian   | Janet Tamaro                       | 15. prosince 2004  | 15,60                      |
| 11           | 11        | Tri-Borough                  | Rozvětvené mosty souvislostí | Greg Yaitanes    | Eli Talbert a Andrew Lipsitz       | 5. ledna 2005      | 12,15                      |
| 12           | 12        | Recycling                    | Recyklace                    | Alex Zakrzewski  | Timothy J. Lea a Zachary Reiter    | 12. ledna 2005     | 13,66                      |
| 13           | 13        | Tanglewood                   | Tanglewood                   | Karen Gaviola    | Anthony E. Zuiker                  | 26. ledna 2005     | 17,56                      |
| 14           | 14        | Blood, Sweat and Tears       | Krev, pot a slzy             | Scott Lautanen   | Eli Talbert a Erica Shelton        | 9. února 2005      | 13,08                      |
| 15           | 15        | 'Til Death Do We Part        | Dokud nás smrt nerozdělí     | Nelson McCormick | Pam Veasey                         | 16. února 2005     | 14,04                      |
| 16           | 16        | Hush                         | Pšt                          | Deran Sarafian   | Anthony E. Zuiker a Timothy J. Lea | 23. února 2005     | 14,30                      |
| 17           | 17        | The Fall                     | Pád                          | Norberto Barba   | Anne McGrail a Bill Haynes         | 2. března 2005     | 13,62                      |
| 18           | 18        | The Dove Commission          | Holubičí komise              | Emilio Estevez   | Anthony E. Zuiker a Zachary Reiter | 23. března 2005    | 16,73                      |
| 19           | 19        | Crime and Misdemeanor        | Zločin a provinění           | Rob Bailey       | Eli Talbert a Andrew Lipsitz       | 13. dubna 2005     | 11,00                      |
| 20           | 20        | Supply and Demand            | Nabídka a poptávka           | Joe Chappelle    | Erica Shelton a Anne McGrail       | 27. dubna 2005     | 14,84                      |
| 21           | 21        | On The Job                   | Ve službě                    | David Von Ancken | Timothy J. Lea                     | 4. května 2005     | 13,42                      |
| 22           | 22        | The Closer                   | Čím blíže                    | Emilio Estevez   | Pam Veasey                         | 11. května 2005    | 14,55                      |
| 23           | 23        | What You See Is What You See | Na vlastní oči               | Duane Clark      | Andrew Lipsitz                     | 18. května 2005    | 12,30                      |

### Druhá řada (2005–2006)
| Č. v seriálu | Č. v řadě | Původní název                   | Český název                     | Režie                 | Scénář                                            | Premiéra v USA     | Sledovanost v USA (v mil.) |
| ------------ | --------- | ------------------------------- | ------------------------------- | --------------------- | ------------------------------------------------- | ------------------ | -------------------------- |
| 24           | 1         | Summer in the City              | Léto ve městě                   | David Von Ancken      | Pam Veasey                                        | 28. září 2005      | 13,30                      |
| 25           | 2         | Grand Murder at Central Station | Velká vražda na hlavním nádraží | Scott Lautanen        | Zachary Reiter                                    | 5. října 2005      | 14,57                      |
| 26           | 3         | Zoo York                        | Zoo York                        | Norberto Barba        | Peter M. Lenkov a Timothy J. Lea                  | 12. října 2005     | 15,22                      |
| 27           | 4         | Corporate Warriors              | Firemní bojovníci               | Rob Bailey            | Andrew Lipsitz                                    | 19. října 2005     | 14,00                      |
| 28           | 5         | Dancing with the Fishes         | Tanec s rybami                  | John Peters           | Eli Talbert                                       | 26. října 2005     | 15,31                      |
| 29           | 6         | Youngblood                      | Tanec s rybami                  | Steven DePaul         | Timothy J. Lea                                    | 2. listopadu 2005  | 15,70                      |
| 30           | 7         | Manhattan Manhunt               | Honička na Manhattanu           | Rob Bailey            | Elizabeth Devine, Anthony E. Zuiker a Ann Donahue | 9. listopadu 2005  | 19,22                      |
| 31           | 8         | Bad Beat                        | Dobré karty, špatné karty       | Duane Clark           | Zachary Reiter                                    | 16. listopadu 2005 | 15,69                      |
| 32           | 9         | City of the Dolls               | Město hraček                    | Norberto Barba        | Pam Veasey                                        | 23. listopadu 2005 | 14,52                      |
| 33           | 10        | Jamalot                         | Kamelot                         | Jonathan Glassner     | Andrew Lipsitz                                    | 30. listopadu 2005 | 15,84                      |
| 34           | 11        | Trapped                         | V pasti                         | James Whitmore mladší | Peter M. Lenkov                                   | 14. prosince 2005  | 16,49                      |
| 35           | 12        | Wasted                          | Barva smrti                     | Jeff Thomas           | Pam Veasey a Bill Haynes                          | 18. ledna 2006     | 15,50                      |
| 36           | 13        | Risk                            | Risk                            | Rob Bailey            | John Dove a Anthony E. Zuiker                     | 25. ledna 2006     | 14,89                      |
| 37           | 14        | Stuck on You                    | Mozaika                         | Jonathan Glassner     | Timothy J. Lea a Eli Talbert                      | 1. února 2006      | 16,42                      |
| 38           | 15        | Fare Game                       | Jen hra                         | Kevin Dowling         | Zachary Reiter a Peter M. Lenkov                  | 1. března 2006     | 13,76                      |
| 39           | 16        | Cool Hunter                     | Chladnokrevný lov               | Norberto Barba        | Daniele Nathanson                                 | 8. března 2006     | 13,91                      |
| 40           | 17        | Necrophilia Americana           | Hrobařík americký               | Steven DePaul         | Andrew Lipsitz                                    | 22. března 2006    | 14,15                      |
| 41           | 18        | Live or Let Die                 | Žít či nechat zemřít            | Rob Bailey            | Pam Veasey, Gary Sinise a Michael Daly            | 29. března 2006    | 14,81                      |
| 42           | 19        | Super Men                       | Supermani                       | Steven DePaul         | Peter M. Lenkov a Pam Veasey                      | 12. dubna 2006     | 14,14                      |
| 43           | 20        | Run Silent, Run Deep            | Zelený hrob                     | Rob Bailey            | Anthony E. Zuiker                                 | 19. dubna 2006     | 15,14                      |
| 44           | 21        | All Access                      | Volný přístup                   | Norberto Barba        | Timothy J. Lea a Anthony E. Zuiker                | 26. dubna 2006     | 15,23                      |
| 45           | 22        | Stealing Home                   | Ukradený domov                  | Oz Scott              | Zachary Reiter                                    | 3. května 2006     | 14,76                      |
| 46           | 23        | Heroes                          | Hrdinové                        | Anthony Hemingway     | Eli Talbert                                       | 10. května 2006    | 15,16                      |
| 47           | 24        | Charge of This Post             | Obhaj si svůj post              | Rob Bailey            | Timothy J. Lea                                    | 17. května 2006    | 13,23                      |

### Třetí řada (2006–2007)
| Č. v seriálu | Č. v řadě | Původní název                  | Český název             | Režie             | Scénář                                            | Premiéra v USA     | Sledovanost v USA (v mil.) |
| ------------ | --------- | ------------------------------ | ----------------------- | ----------------- | ------------------------------------------------- | ------------------ | -------------------------- |
| 48           | 1         | People With Money              | Odvážní a bohatí        | Rob Bailey        | Pam Veasey a Peter M. Lenkov                      | 20. září 2006      | 16,11                      |
| 49           | 2         | Not What It Looks Like         | Uklizená mrtvola        | Duane Clark       | Pam Veasey a Peter M. Lenkov                      | 27. září 2006      | 16,21                      |
| 50           | 3         | Love Run Cold                  | Láska k ledu            | Tim Iacofano      | Timothy J. Lea                                    | 4. října 2006      | 15,73                      |
| 51           | 4         | Hung Out To Dry                | Na čerstvém vzduchu     | Anthony Hemingway | Zachary Reiter                                    | 11. října 2006     | 17,97                      |
| 52           | 5         | Oedipus Hex                    | Oedipus Hex             | Scott Lautanen    | Anthony E. Zuiker a Ken Solarz                    | 18. října 2006     | 15,99                      |
| 53           | 6         | Open and Shut                  | Otevři a zavři          | Joe Ann Fogle     | Wendy Battles                                     | 25. října 2006     | 17,42                      |
| 54           | 7         | Murder Sings the Blues         | Vražda ve znamení Blues | Oz Scott          | Sam Humphrey                                      | 1. listopadu 2006  | 16,64                      |
| 55           | 8         | Consequences                   | Důsledky                | Rob Bailey        | Pam Veasey                                        | 8. listopadu 2006  | 16,77                      |
| 56           | 9         | And Here's To You, Mrs. Azrael | Výborně, paní Azraelová | David Von Ancken  | Peter M. Lenkov                                   | 15. listopadu 2006 | 16,18                      |
| 57           | 10        | Sweet Sixteen                  | Sladkých šestnáct       | David Jackson     | Ken Solarz                                        | 22. listopadu 2006 | 15,31                      |
| 58           | 11        | Raising Shane                  | Falešný vrah            | Christine Moore   | Zachary Reiter a Pam Veasey                       | 29. listopadu 2006 | 16,43                      |
| 59           | 12        | Silent Night                   | Tichá noc               | Rob Bailey        | Sam Humphrey, Peter M. Lenkov a Anthony E. Zuiker | 13. prosince 2006  | 15,83                      |
| 60           | 13        | Obsession                      | Posedlost               | Jeffrey Hunt      | Jeremy Littman                                    | 17. ledna 2007     | 13,77                      |
| 61           | 14        | The Lying Game                 | Lživá hra               | Anthony Hemingway | Wendy Battles                                     | 24. ledna 2007     | 13,35                      |
| 62           | 15        | Some Buried Bones              | Skryté kosti            | Rob Bailey        | Noah Nelson                                       | 7. února 2007      | 14,97                      |
| 63           | 16        | Heart of Glass                 | Skleněné srdce          | David Jackson     | Bill Haynes a Pam Veasey                          | 14. února 2007     | 14,81                      |
| 64           | 17        | The Ride-In                    | V jednom kole           | Steven DePaul     | Peter M. Lenkov                                   | 21. února 2007     | 13,67                      |
| 65           | 18        | Sleight Out of Hand            | Prozrazený trik         | Rob Bailey        | John Dove a Zachary Reiter                        | 28. února 2007     | 14,33                      |
| 66           | 19        | A Daze of Wine and Roaches     | Omámený vínem a šeredy  | Oz Scott          | Timothy J. Lea a Daniele Nathanson                | 21. března 2007    | 13,64                      |
| 67           | 20        | What Schemes May Come          | Plán možného útěku      | Christine Moore   | Bruce Zimmerman                                   | 11. dubna 2007     | 12,64                      |
| 68           | 21        | Past Imperfect                 | Přes nedokonalosti      | Oz Scott          | Wendy Battles                                     | 25. dubna 2007     | 11,40                      |
| 69           | 22        | Cold Reveal                    | Mrazivý objev           | Marshall Adams    | Pam Veasey a Sam Humphrey                         | 2. května 2007     | 13,00                      |
| 70           | 23        | ...Comes Around                | Chodit okolo            | Rob Bailey        | Daniele Nathanson a Pam Veasey                    | 9. května 2007     | 12,83                      |
| 71           | 24        | Snow Day                       | Bílý den                | Duane Clark       | Pam Veasey a Peter M. Lenkov                      | 16. května 2007    | 13,07                      |

### Čtvrtá řada (2007–2008)
| Č. v seriálu | Č. v řadě | Původní název             | Český název                 | Režie             | Scénář                              | Premiéra v USA     | Sledovanost v USA (v mil.) |
| ------------ | --------- | ------------------------- | --------------------------- | ----------------- | ----------------------------------- | ------------------ | -------------------------- |
| 72           | 1         | Can You Hear Me Now?      | Posloucháš mě?              | David Von Ancken  | Zachary Reiter a Pam Veasey         | 26. září 2007      | 12,72                      |
| 73           | 2         | The Deep                  | Hlubina                     | Oz Scott          | Wendy Battles                       | 3. října 2007      | 12,69                      |
| 74           | 3         | You Only Die Once         | Zemřeš jen jednou           | Jonathan Glassner | Sam Humphrey                        | 10. října 2007     | 13,43                      |
| 75           | 4         | Time's Up                 | Čas vypršel                 | Rob Bailey        | Trey Callaway                       | 17. října 2007     | 13,99                      |
| 76           | 5         | Down the Rabbit Hole      | Do zaječí nory              | Christine Moore   | Sam Humphrey a Peter M. Lenkov      | 24. října 2007     | 13,82                      |
| 77           | 6         | Boo                       | Bu, bu, bu                  | Joe Dante         | Peter M. Lenkov a Daniele Nathanson | 31. října 2007     | 13,40                      |
| 78           | 7         | Commuted Sentences        | Změněný trest               | Oz Scott          | John Dove                           | 7. listopadu 2007  | 12,92                      |
| 79           | 8         | Buzzkill                  | Smrtící bzukot              | Jeffrey Hunt      | Jill Abbinanti                      | 14. listopadu 2007 | 13,13                      |
| 80           | 9         | One Wedding and a Funeral | Jedna svatba a jeden pohřeb | Rob Bailey        | Barbie Kligman                      | 21. listopadu 2007 | 14,56                      |
| 81           | 10        | The Thing About Heroes    | Něco o hrdinech…            | Anthony Hemingway | Pam Veasey                          | 28. listopadu 2007 | 14,19                      |
| 82           | 11        | Child's Play              | Dětská hra                  | Jeffrey Hunt      | Trey Callaway a Pam Veasey          | 12. prosince 2007  | 14,36                      |
| 83           | 12        | Happily Never After       | Nešťastně až navěky         | Marshall Adams    | Daniele Nathanson a Noah Nelson     | 9. ledna 2008      | 11,71                      |
| 84           | 13        | All in the Family         | Všichni v rodině            | Rob Bailey        | Wendy Battles                       | 23. ledna 2008     | 11,51                      |
| 85           | 14        | Playing With Matches      | Hry se zápalkami            | Christine Moore   | Bill Haynes                         | 6. února 2008      | 10,16                      |
| 86           | 15        | DOA For a Day             | Klinicky mrtvý po jeden den | Christine Moore   | Peter M. Lenkov a John Dove         | 2. dubna 2008      | 12,85                      |
| 87           | 16        | Right Next Door           | Hned vedle dveří            | Rob Bailey        | Pam Veasey                          | 9. dubna 2008      | 12,38                      |
| 88           | 17        | Like Water For Murder     | Stvoření pro vraždu         | Anthony Hemingway | Sam Humphrey                        | 16. dubna 2008     | 13,43                      |
| 89           | 18        | Admissions                | Přijímací řízení            | Rob Bailey        | Zachary Reiter                      | 30. dubna 2008     | 11,51                      |
| 90           | 19        | Personal Foul             | Osobní faul                 | David Von Ancken  | Trey Callaway                       | 7. května 2008     | 12,73                      |
| 91           | 20        | Taxi                      | Taxi                        | Christine Moore   | Barbie Kligman a John Dove          | 14. května 2008    | 11,86                      |
| 92           | 21        | Hostage                   | Rukojmí                     | Rob Bailey        | Zachary Reiter a Peter M. Lenkov    | 21. května 2008    | 11,83                      |

### Pátá řada (2008–2009)
| Č. v seriálu | Č. v řadě | Původní název                | Český název                   | Režie               | Scénář                                            | Premiéra v USA     | Sledovanost v USA (v mil.) |
| ------------ | --------- | ---------------------------- | ----------------------------- | ------------------- | ------------------------------------------------- | ------------------ | -------------------------- |
| 93           | 1         | Veritas                      | Veritas                       | David Von Ancken    | Zachary Reiter a Pam Veasey                       | 24. září 2008      | 14,59                      |
| 94           | 2         | Page Turner                  | Odvrácená strana              | Frederick E.O. Toye | Trey Callaway                                     | 1. října 2008      | 14,88                      |
| 95           | 3         | Turbulence                   | Turbulence                    | Matt Earl Beesley   | Gary Sinise a Jeremy Littman                      | 8. října 2008      | 15,87                      |
| 96           | 4         | Sex, Lies and Silicone       | Sex, lži a silikon            | Jonathan Glassner   | Wendy Battles                                     | 22. října 2008     | 14,39                      |
| 97           | 5         | The Cost of Living           | Cena života                   | Rob Bailey          | John Dove                                         | 29. října 2008     | 13,75                      |
| 98           | 6         | Enough                       | A dost!                       | Alex Zakrzewski     | Zachary Reiter                                    | 5. listopadu 2008  | 11,80                      |
| 99           | 7         | Dead Inside                  | Ohlodaný                      | Christine Moore     | Pam Veasey a Daniele Nathanson                    | 12. listopadu 2008 | 11,62                      |
| 100          | 8         | My Name Is Mac Taylor        | Jmenuji se Mac Taylor         | Rob Bailey          | Pam Veasey                                        | 19. listopadu 2008 | 14,12                      |
| 101          | 9         | The Box                      | Schránka                      | Oz Scott            | Peter M. Lenkov a Bill Haynes                     | 26. listopadu 2008 | 12,30                      |
| 102          | 10        | The Triangle                 | Trojúhelník                   | Jeff Thomas         | Trey Callaway                                     | 10. prosince 2008  | 13,33                      |
| 103          | 11        | Forbidden Fruit              | Zakázané ovoce                | John Behring        | Peter M. Lenkov a Jill Abbinanti                  | 17. prosince 2008  | 13,38                      |
| 104          | 12        | Help                         |                               | David M. Barrett    | Sam Humphrey                                      | 14. ledna 2009     | 12,66                      |
| 105          | 13        | Rush to Judgement            | Spěch na mínění               | Rob Bailey          | Wendy Battles                                     | 21. ledna 2009     | 11,58                      |
| 106          | 14        | She's Not There              | Ztracená dcera                | Nelson McCormick    | John Dove a Pam Veasey                            | 11. února 2009     | 11,94                      |
| 107          | 15        | The Party's Over             | Večírek skončil               | Oz Scott            | Barbie Kligman                                    | 18. února 2009     | 12,33                      |
| 108          | 16        | No Good Deed                 | Žádný dobrý skutek            | Matt Earl Beesley   | Rusty Cundieff a Floyd Byars                      | 25. února 2009     | 12,56                      |
| 109          | 17        | Green Piece                  | Ekologové                     | Jeffrey Hunt        | Zachary Reiter                                    | 11. března 2009    | 13,63                      |
| 110          | 18        | Point of No Return           | Bez návratu                   | Rob Bailey          | Peter M. Lenkov a Bill Haynes                     | 18. března 2009    | 12,78                      |
| 111          | 19        | Communication Breakdown      | Selhání komunikace            | John Keris          | Trey Callaway                                     | 25. března 2009    | 12,64                      |
| 112          | 20        | Prey                         | Kořist                        | Marshall Adams      | Wendy Battles a Noah Nelson                       | 8. dubna 2009      | 12,50                      |
| 113          | 21        | The Past, Present and Murder | Minulost, přítomnost a vražda | David Von Ancken    | Sam Humphrey a Danielle Nathanson                 | 15. dubna 2009     | 12,14                      |
| 114          | 22        | Yahrzeit                     | Yahrzeit                      | Norberto Barba      | Barbie Kligman a Peter M. Lenkov                  | 29. dubna 2009     | 12,50                      |
| 115          | 23        | Greater Good                 | Případ vyřešen                | Alex Zakrzewski     | Pam Veasey                                        | 6. května 2009     | 13,40                      |
| 116          | 24        | Grounds for Deception        | Důvody podvodu                | Duane Clark         | Melina Kanakaredes                                | 13. května 2009    | 12,33                      |
| 117          | 25        | Pay Up                       | Zaplať                        | Rob Bailey          | Anthony E. Zuiker, Carol Mendelsohn a Ann Donahue | 14. května 2009    | 12,77                      |

### Šestá řada (2009–2010)
| Č. v seriálu | Č. v řadě | Původní název                | Český název                         | Režie               | Scénář                                | Premiéra v USA     | Sledovanost v USA (v mil.) |
| ------------ | --------- | ---------------------------- | ----------------------------------- | ------------------- | ------------------------------------- | ------------------ | -------------------------- |
| 118          | 1         | Epilogue                     | Epilog                              | David Von Ancken    | Pam Veasey                            | 23. září 2009      | 15,06                      |
| 119          | 2         | Blacklist                    | Černá listina                       | Duane Clark         | Peter M. Lenkov                       | 30. září 2009      | 13,16                      |
| 120          | 3         | Lat 40° 47' N/Long 73° 58' W | S kompasem                          | Matt Earl Beesley   | Trey Callaway                         | 7. října 2009      | 12,42                      |
| 121          | 4         | Dead Reckoning               | Smrtelná odplata                    | Scott White         | John Dove                             | 14. října 2009     | 13,40                      |
| 122          | 5         | Battle Scars                 | Šrámy z boje                        | Jeff Thomas         | Bill Haynes                           | 21. října 2009     | 13,01                      |
| 123          | 6         | It Happened to Me            | Vykrvácet                           | Alex Zakrzewski     | Wendy Battles a Pam Veasey            | 4. listopadu 2009  | 12,00                      |
| 124          | 7         | Hammer Down                  | Zatlučeno                           | Scott Lautanen      | Peter M. Lenkov a Pam Veasey          | 11. listopadu 2009 | 14,51                      |
| 125          | 8         | Cuckoo's Nest                | Kukaččí hnízdo                      | Jeffrey Hunt        | Zachary Reiter a Aaron Rahsaan Thomas | 18. listopadu 2009 | 13,62                      |
| 126          | 9         | Manhattanhenge               | Zázemí                              | Matt Earl Beesley   | Trey Callaway                         | 25. listopadu 2009 | 12,68                      |
| 127          | 10        | Death House                  | Dům smrti                           | Norberto Barba      | JP Donahue a Kevin Polay              | 9. prosince 2009   | 12,96                      |
| 128          | 11        | Second Chances               | Druhá šance                         | Eric Laneuville     | John Dove                             | 16. prosince 2009  | 13,55                      |
| 129          | 12        | Criminal Justice             | Trestní soudnictví                  | Christine Moore     | Bill Haynes                           | 13. ledna 2010     | 14,16                      |
| 130          | 13        | Flag on the Play             | Vlajka na půl žerdi                 | Jeffrey Hunt        | Wendy Battles                         | 20. ledna 2010     | 13,54                      |
| 131          | 14        | Sanguine Love                | Láska ke krvi                       | Norberto Barba      | Carmine Giovinazzo                    | 3. února 2010      | 14,16                      |
| 132          | 15        | The Formula                  | Formule                             | Matt Earl Beesley   | Aaron Rahsaan Thomas                  | 10. února 2010     | 12,98                      |
| 133          | 16        | Uncertainty Rules            | Nejistá pravidla                    | Jeff Thomas         | Zachary Reiter                        | 3. března 2010     | 12,35                      |
| 134          | 17        | Pot of Gold                  | Kotlík zlata                        | Eriq La Salle       | Trey Callaway                         | 10. března 2010    | 11,07                      |
| 135          | 18        | Rest in Peace, Marina Garito | Odpočívej v pokoji, Marino Garitová | Allison Liddi-Brown | Pam Veasey                            | 7. dubna 2010      | 10,64                      |
| 136          | 19        | Redemptio                    | Vykoupení                           | Steven DePaul       | Peter M. Lenkov a Bill Haynes         | 14. dubna 2010     | 10,85                      |
| 137          | 20        | Tales from the Undercard     | Povídka o zápasníkovi               | Skipp Sudduth       | Aaron Rahsaan Thomas a Steven Fidler  | 5. května 2010     | 10,30                      |
| 138          | 21        | Unusual Suspects             | Neobvyklí podezřelí                 | Marshall Adams      | John Dove a Wendy Battles             | 12. května 2010    | 11,36                      |
| 139          | 22        | Point of View                | Úhel pohledu                        | Alex Zakrzewski     | Pam Veasey                            | 19. května 2010    | 11,30                      |
| 140          | 23        | Vacation Getaway             | Na dovolenou                        | Duane Clark         | Trey Callaway a Zachary Reiter        | 26. května 2010    | 11,96                      |

### Sedmá řada (2010–2011)
| Č. v seriálu | Č. v řadě | Původní název         | Český název | Režie               | Scénář                           | Premiéra v USA     | Sledovanost v USA (v mil.) |
| ------------ | --------- | --------------------- | ----------- | ------------------- | -------------------------------- | ------------------ | -------------------------- |
| 141          | 1         | The 34th Floor        |             | Duane Clark         | John Dove a Pam Veasey           | 24. září 2010      | 10,35                      |
| 142          | 2         | Unfriendly Chat       |             | Eric Laneuville     | Trey Callaway                    | 1. října 2010      | 9,70                       |
| 143          | 3         | Damned If You Do      |             | Christine Moore     | Zachary Reiter                   | 8. října 2010      | 9,89                       |
| 144          | 4         | Sangre Por Sangre     |             | Eric Laneuville     | Aaron Rahsaan Thomas             | 15. října 2010     | 9,57                       |
| 145          | 5         | Out of the Sky        |             | Nathan Hope         | Christopher Silber               | 22. října 2010     | 10,25                      |
| 146          | 6         | Do Not Pass Go        |             | David Jackson       | Adam Targum                      | 29. října 2010     | 10,44                      |
| 147          | 7         | Hide Sight            |             | Alex Zakrzewski     | Bill Haynes                      | 5. listopadu 2010  | 10,58                      |
| 148          | 8         | Scared Stiff          |             | Marshall Adams      | Kim Clements                     | 12. listopadu 2010 | 10,02                      |
| 149          | 9         | Justified             |             | Jeff Thomas         | John Dove                        | 19. listopadu 2010 | 10,18                      |
| 150          | 10        | Shop Till You Drop    |             | Skipp Sudduth       | Aaron Rahsaan Thomas             | 3. prosince 2010   | 10,13                      |
| 151          | 11        | To What End?          |             | Eric Laneuville     | Pam Veasey a Zachary Reiter      | 7. ledna 2011      | 9,45                       |
| 152          | 12        | Holding Cell          |             | Scott White         | Bill Haynes                      | 14. ledna 2011     | 9,56                       |
| 153          | 13        | Party Down            |             | Skip Sudduth        | Adam Targum                      | 4. února 2011      | 9,32                       |
| 154          | 14        | Smooth Criminal       |             | Scott White         | Aaron Rahsaan Thomas             | 11. února 2011     | 9,71                       |
| 155          | 15        | Vigilante             |             | Frederick E.O. Toye | Christopher Silber               | 18. února 2011     | 10,65                      |
| 156          | 16        | The Untouchable       |             | Vikki Williams      | Kim Clements                     | 25. února 2011     | 10,89                      |
| 157          | 17        | Do or Die             |             | Matt Earl Beesley   | Matthew Levine                   | 11. března 2011    | 10,60                      |
| 158          | 18        | Identity Crisis       |             | Mike Vejar mladší   | Pam Veasey                       | 1. dubna 2011      | 10,36                      |
| 159          | 19        | Food for Thought      |             | Oz Scott            | Trey Callaway                    | 8. dubna 2011      | 9,75                       |
| 160          | 20        | Nothing for Something |             | Eric Laneuville     | John Dove                        | 29. dubna 2011     | 9,19                       |
| 161          | 21        | Life Sentence         |             | Jeffrey Hunt        | Christopher Silber a Adam Targum | 6. května 2011     | 9,53                       |
| 162          | 22        | Exit Strategy         |             | Allison Liddi-Brown | Zachary Reiter a Bill Haynes     | 13. května 2011    | 10,44                      |

### Osmá řada (2011–2012)
| Č. v seriálu | Č. v řadě | Původní název       | Český název | Režie               | Scénář                              | Premiéra v USA     | Sledovanost v USA (v mil.) |
| ------------ | --------- | ------------------- | ----------- | ------------------- | ----------------------------------- | ------------------ | -------------------------- |
| 163          | 1         | Indelible           |             | Frederick E.O. Toye | Zachary Reiter a John Dove          | 23. září 2011      | 10,68                      |
| 164          | 2         | Keep It Real        |             | Alex Zakrzewski     | Bill Haynes                         | 30. září 2011      | 10,07                      |
| 165          | 3         | Cavallino Rampante  |             | Nathan Hope         | Adam Targum                         | 7. října 2011      | 9,87                       |
| 166          | 4         | Officer Involved    |             | Skipp Sudduth       | Christopher Silber                  | 14. října 2011     | 10,13                      |
| 167          | 5         | Air Apparent        |             | Anthony Hemingway   | Aaron Rahsaan Thomas                | 21. října 2011     | 10,73                      |
| 168          | 6         | Get Me Out of Here! |             | Scott White         | Trey Callaway                       | 4. listopadu 2011  | 9,83                       |
| 169          | 7         | Crushed             |             | Duane Clark         | Kim Clements                        | 11. listopadu 2011 | 10,14                      |
| 170          | 8         | Crossroads          |             | Jeff Thomas         | John Dove                           | 18. listopadu 2011 | 9,97                       |
| 171          | 9         | Means to an End     |             | Marshall Adams      | Zachary Reiter a Christopher Silber | 2. prosince 2011   | 9,76                       |
| 172          | 10        | Clean Sweep         |             | David Von Ancken    | Adam Targum                         | 6. ledna 2012      | 10,56                      |
| 173          | 11        | Who's There?        |             | Vikki Williams      | Bill Haynes                         | 13. ledna 2012     | 10,60                      |
| 174          | 12        | Brooklyn 'Til I Die |             | Eric Laneuville     | Aaron Rahsaan Thomas                | 3. února 2012      | 10,25                      |
| 175          | 13        | The Ripple Effect   |             | Oz Scott            | Trey Callaway                       | 10. února 2012     | 10,44                      |
| 176          | 14        | Flash Pop           |             | Jerry Levine        | Pam Veasey                          | 30. března 2012    | 9,45                       |
| 177          | 15        | Kill Screen         |             | Allison Liddi-Brown | Tim Dragga a Adam Scott Weissman    | 6. dubna 2012      | 9,07                       |
| 178          | 16        | Sláinte             |             | Christine Moore     | Sarah Byrd                          | 27. dubna 2012     | 9,13                       |
| 179          | 17        | Unwrapped           |             | Deran Sarafian      | John Dove a Christopher Silber      | 4. května 2012     | 9,06                       |
| 180          | 18        | Near Death          |             | Alex Zakrzewski     | Zachary Reiter a Pam Veasey         | 11. května 2012    | 9,11                       |

### Devátá řada (2012–2013)
| Č. v seriálu | Č. v řadě | Původní název          | Český název | Režie               | Scénář                                              | Premiéra v USA     | Sledovanost v USA (v mil.) |
| ------------ | --------- | ---------------------- | ----------- | ------------------- | --------------------------------------------------- | ------------------ | -------------------------- |
| 181          | 1         | Reignited              |             | Jeff Thomas         | Zachary Reiter a John Dove                          | 28. září 2012      | 9,11                       |
| 182          | 2         | Where There's Smoke... |             | Skipp Sudduth       | Adam Targum a Sarah Byrd                            | 5. října 2012      | 8,40                       |
| 183          | 3         | 2,918 Miles            |             | Vikki Williams      | Trey Callaway                                       | 12. října 2012     | 9,48                       |
| 184          | 4         | Unspoken               |             | Duane Clark         | Pam Veasey                                          | 19. října 2012     | 9,48                       |
| 185          | 5         | Misconceptions         |             | Nathan Hope         | John Dove                                           | 26. října 2012     | 10,09                      |
| 186          | 6         | The Lady in the Lake   |             | Scott White         | David Hoselton                                      | 2. listopadu 2012  | 10,05                      |
| 187          | 7         | Clue: SI               |             | Oz Scott            | Steven Lilien a Bryan Wynbrandt                     | 9. listopadu 2012  | 9,72                       |
| 188          | 8         | Late Admissions        |             | Rob Bailey          | Zachary Reiter                                      | 16. listopadu 2012 | 9,59                       |
| 189          | 9         | Blood Out              |             | Sam Hill            | Adam Targum                                         | 30. listopadu 2012 | 9,86                       |
| 190          | 10        | The Real McCoy         |             | Matt Earl Beesley   | Sarah Byrd                                          | 7. prosince 2012   | 9,95                       |
| 191          | 11        | Command+P              |             | Howard Deutch       | Trey Callaway                                       | 4. ledna 2013      | 9,13                       |
| 192          | 12        | Civilized Lies         |             | Jerry Levine        | John Dove                                           | 11. ledna 2013     | 10,71                      |
| 193          | 13        | Nine Thirteen          |             | Pam Veasey          | námět: David Fallon a Pam Veasey scénář: Pam Veasey | 18. ledna 2013     | 10,68                      |
| 194          | 14        | White Gold             |             | Alex Zakrzewski     | David Hoselton                                      | 1. února 2013      | 10,39                      |
| 195          | 15        | Seth and Apep          |             | Eric Laneuville     | Steven Lilien a Bryan Wynbrandt                     | 8. února 2013      | 9,57                       |
| 196          | 16        | Blood Actually         |             | Christine Moore     | Adam Targum                                         | 15. února 2013     | 8,59                       |
| 197          | 17        | Today is Life          |             | Allison Liddi-Brown | Zachary Reiter a John Dove                          | 22. února 2013     | 9,46                       |